# Млака при Кочевски Реки
Млака при Кочевски Реки (словен. Mlaka pri Kočevski Reki) је насељено место у општини Кочевје, регија Југоисточна Словенија, Словенија.

## Историја
До територијалне реорганизације у Словенији била је у саставу старе општине Кочевје.

## Становништво
У попису становништва из 2011. године, Млака при Кочевски Реки је имала 16 становника.
| Број становника према пописима | Број становника према пописима | Број становника према пописима |
| ------------------------------ | ------------------------------ | ------------------------------ |
| 1991                           | 2002                           | 2011                           |
| 20                             | 27                             | 16                             |

Напомена: До 1953. исказивано под именом Млака.